# Ludvík Dupal
Ludvík Dupal (17. duben 1913 Dubňany – ?), uváděný jako Louis Dupal, Ludwig Dupal nebo Ludwick Dupal, byl český fotbalista a trenér. Nedlouho po konci druhé světové války, a to v roce 1946, se usadil ve Francii. Proslavil se hlavně jako trenér předních francouzských a belgických klubů. Mimo to trénoval také ve Švýcarsku a Tunisku.